# Guido Trentini
Guido Alberto Trentini (Verona, 9 ottobre 1889 – Verona, 30 novembre 1975) è stato un pittore italiano.

## Biografia
Guido Trentini nasce a Verona nel 1889: grazie agli stimoli del padre Attilio, decoratore, si avvia giovanissimo alla pittura. Presso l'Accademia Cignaroli di Verona ha come maestri Baldassare Longoni e Alfredo Savini, dall'influsso postimpressionista dei quali però si libera in occasione dell'incontro, alla Biennale di Venezia del 1910, con Felice Casorati.
Il suo stile subisce da quella data una svolta decorativa e la sua pittura diviene più semplificata, sintetica e simbolista: secondo Lionello Fiumi, gli anni '10 del giovane Guido svelano altresì «il gusto di accostare freschi tasti di colore e cavarne timbri gioiosi».
Negli anni '20 le sue opere tendono a perdere lo slancio cromatico che aveva contraddistinto i lavori giovanili lasciando spazio ad una pittura più cupa e rigorosa: alla Biennale di Venezia del 1922 ottiene il primo premio per l'opera "La Lettura" (ora al Museo Reale di Bruxelles).
Nominato nel 1924 professore all'Accademia Cignaroli, dove ebbe come studente tra gli altri Renato Birolli, Trentini si dedica anche all'insegnamento e quando, nel 1929, approda a Milano nel Palazzo della Permanente, entra nella cerchia dei più noti rappresentanti del Novecento, al culmine di un percorso contraddistinto da un "realismo magico" caratterizzato da figure solide ed imponenti.
Nel 1935 è la volta della Quadriennale di Roma (alla quale parteciperà 3 volte) con una "Figura" di nudo, preludio di un periodo caratterizzato da una sorta di "bilinguismo" in bilico tra il momento di grazia degli anni '10  e il rigorismo prebellico.
Nel secondo dopoguerra, dopo aver subito un'importante operazione, l'artista si trasferisce a Milano, dove tra il 1947 e il 1951 apre tre mostre personali: nel capoluogo lombardo ritrova i "timbri gioiosi" del primo Trentini, in una pittura rinnovata ma non ripetitiva, che lo accompagnerà fino agli anni tardi.
Si spegne a Verona nel 1975, a pochi anni dalla riscoperta critica e dalla storicizzazione degli anni giovanili iniziata con la mostra, curata da Licisco Magagnato, "Verona Anni Venti".

## Nei musei
- Museo arte Gallarate (VA)[10]
- Museo reale delle belle arti del Belgio
- Galleria d'arte moderna Achille Forti[11]
- Museo d'arte contemporanea di Lissone[12]
- Museo d'arte moderna e contemporanea di Trento e Rovereto